# Upper Deck
Upper Deck est une compagnie américaine de fabrication de cartes à collectionner sportives, tels que baseball, football américain, basket-ball et hockey sur glace principalement. Upper Deck fut fondé en 1988.
Le 23 décembre 1988, Upper Deck obtient une licence auprès de la MLB pour produire des cartes de baseball. La première collection est éditée le 28 février 1989. La qualité de ces cartes est telle, que l'ensemble des stocks fut vendu en moins de six mois, et les pré-commandes pour la collection 1990 débutèrent aussitôt. Cette deuxième collection contenait pour la première fois une série limitée de cartes signées par les joueurs et des séries limitées et numérotées de joueurs superstars.
Le 20 mars 1990, Upper Deck décroche la licence de la LNH et sort sa première collection consacrée au hockey sur glace dans la foulée. Cette même année 1990, « UD » signe avec la NFL et la NBA. Depuis dix ans, aucune compagnie de cartes sportives n'avait eu les licences des quatre grands sports majeurs en même temps.
En 1995, Upper Deck publie sa première collection consacrée à la course automobile et rachète la société Maxx, spécialisée dans ce secteur, en 1996.
En juillet 2005, UD rachète la société concurrente Fleer-Skybox détenu par Marvel Entertainment, née en 1995 de la fusion de Fleer Corporation et SkyBox International. 
En octobre 2009, Upper Deck a sorti, avec l'entreprise Ankama, le jeu de cartes à collectionner Wakfu TCG.
En Europe, Upper Deck Entertainment produit et commercialise des cartes à collectionner tel que 'World Of Warcraft' ou 'Yu-Gi-Oh!' (et bien d'autres encore).
Le siège social européen est basé à Weesp, aux Pays-Bas.